# Smørfjorden
Smørfjorden (nordsamisk: Smiervuotna) er en fjordarm af Porsangerfjorden på nordsiden af Bringsnes i Porsanger kommune i Troms og Finnmark fylke i Norge.  Fjorden har indløb mellem Seljenes i nord og Ankervik i syd og går otte kilometer mod sydvest til bygden Smørfjord i enden af fjorden.
Gårdene Solberg og Solbakken ligger på vestsiden af fjorden. Syd for Solbakken ligger det smalle sund Straumen (samisk Rivdŋi) og den del af fjorden der ligger indenfor sundet bliver bare kaldt Innsjøen. Her ligger bygden Smørfjord på vestsiden helt inderst. I enden af fjorden ligger Nordeidet, et omkring 800 meter bred landtange som forbinder halvøen Bringsnes med Porsangerhalvøen, og   som går over til enden af Olderfjorden på den anden side. 
Fjorden er 120 meter på det dybeste, lige syd for Seljeneset. Europavej E69 går langs hele nordvestsiden af fjorden.